# Wolfgantzen
Wolfgantzen település Franciaországban, Haut-Rhin megyében. Lakosainak száma 1156 fő (2022. január 1.). Wolfgantzen Widensolen, Biesheim, Volgelsheim, Neuf-Brisach, Weckolsheim, Hettenschlag, Appenwihr és Sundhoffen községekkel határos.

## Népesség
A település népessége az elmúlt években az alábbi módon változott:
| Lakosok száma | 1041 | 1054 | 1073 | 1048 | 1045 | 1036 | 1099 | 1123 | 1156 |
|               | 2013 | 2015 | 2016 | 2017 | 2018 | 2019 | 2020 | 2021 | 2022 |